# Mșaneț, Terebovlea
Mșaneț (în ucraineană Мшанець) este o comună în raionul Terebovlea, regiunea Ternopil, Ucraina, formată numai din satul de reședință.

## Demografie
Componența lingvistică a comunei Mșaneț
     Ucraineană (98,91%)
     Rusă (1,09%)
Conform recensământului din 2001, majoritatea populației comunei Mșaneț era vorbitoare de ucraineană (98,91%), existând în minoritate și vorbitori de rusă (1,09%).